# Servicio de telecomunicación

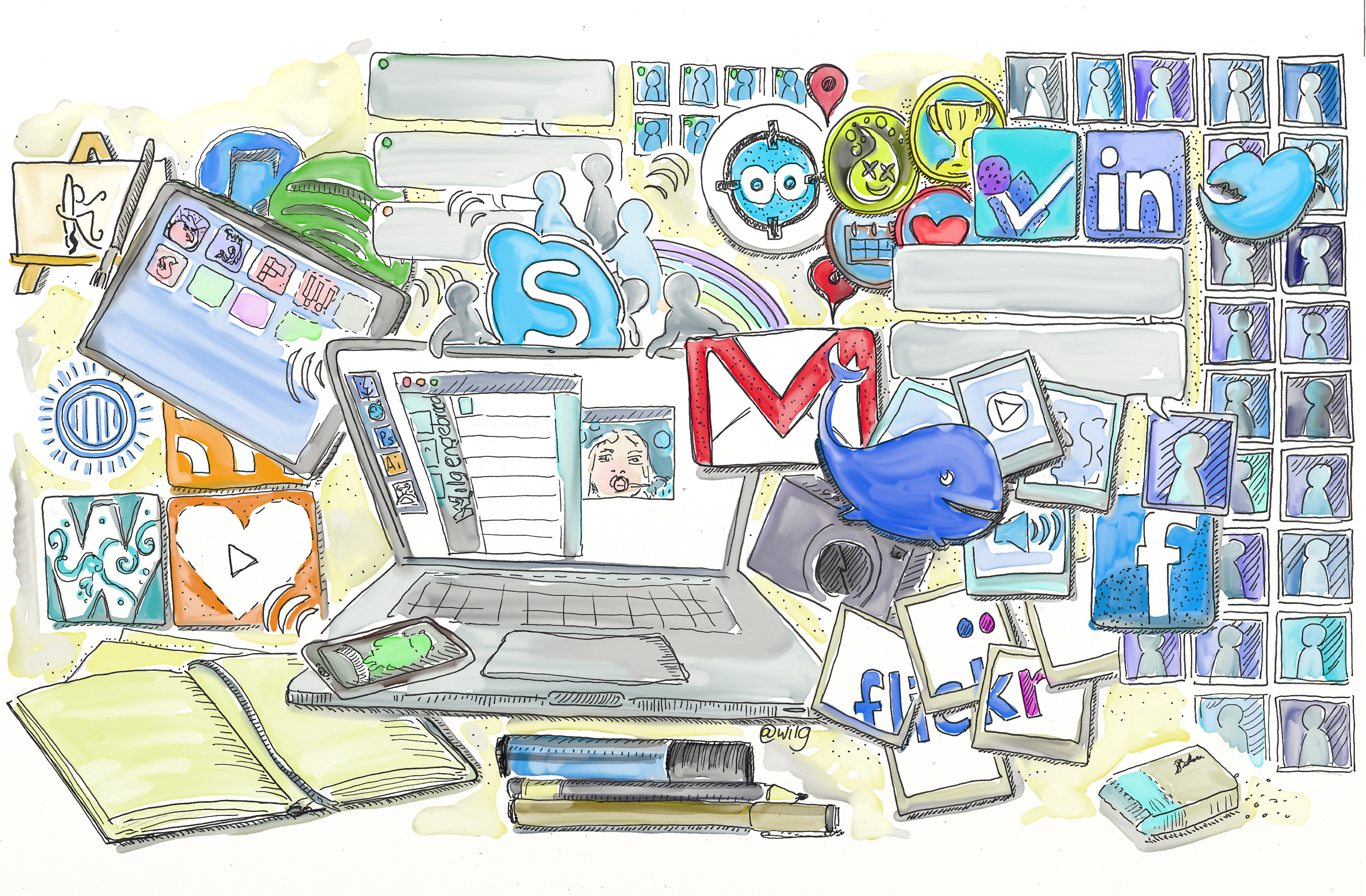
Sobre una misma red de telecomunicación como Internet se ofrecen multitud de servicios de telecomunicación: correo electrónico, transmisión de archivos (FTP), conversación en línea, telefonía, televisión, etc.

Un servicio de telecomunicación es una prestación o utilidad que   un proveedor de servicios establece a través de un sistema de telecomunicación para satisfacer una necesidad específica del cliente.
Así, para hacer efectiva la comunicación, el cliente hace uso de los medios que el proveedor de servicios pone a su disposición, ya sean físicos, como los medios de transmisión de los que se compone la red, o lógicos como el lenguaje utilizado o los programas que lo manejan.

## Descripción y terminología
Un sistema de telecomunicación explota diversos recursos tecnológicos con el objeto de establecer una telecomunicación entre un emisor y un receptor. Estos recursos tecnológicos formarán el entramado de enlaces de telecomunicación que se denomina red de telecomunicación, sobre la cual el operador del sistema prestará una o varias utilidades. Cada una de estas utilidades o prestaciones constituyen lo que se denomina un servicio de telecomunicación.
Desde este punto de vista, el operador de la red recibe el nombre de «proveedor de servicios», pues provee al interesado del servicio de telecomunicación, mientras que el destinatario del servicio recibe el de «cliente». Cabe destacar que un proveedor de servicios puede ser a su vez cliente de otro, por lo que no ha de confundirse el término «cliente» con «usuario final», que sí que sería el último destinatario del servicio de telecomunicación.
Por ejemplo, un proveedor de servicios de telefonía celular puede prestar sobre su red diversos servicios a sus clientes: servicios de llamada de voz, servicios de mensajes cortos (SMS), etc.; pero también puede permitir que otros proveedores usen su red para satisfacer las demandas de sus propios clientes, como es el caso de la itinerancia, volviéndose clientes del primero.
En el símil del correo postal, los buzones, carteros, camiones y oficinas de correos serían la red de telecomunicación, mientras que enviar una carta, un paquete, un telegrama, una carta documento o burofax, etc. serían cada  uno de los servicios de telecomunicación que la red ofrece. La empresa de correos o de mensajería sería el proveedor del servicios, mientras que los ciudadanos y demás empresas que hacen uso del servicio serían los clientes —incluso otras empresas de mensajería—.

## Clasificación
Son varias las clasificaciones que se pueden hacer de los servicios de telecomunicación. Por ejemplo, la telefonía móvil ofrece «servicios móviles», mientras que la telefonía fija ofrece «servicios fijos»; o si se pagan o no estos servicios se puede distinguir entre «servicios gratuitos» o «servicios de pago».
Sin embargo, una clasificación frecuente de estos es la que distingue los servicios según la utilidad del servicio:
| Servicios      | Servicios        | Descripción |
| -------------- | ---------------- | --- |
| Básicos        | finales          | Son aquellos servicios que ofrecen al usuario la capacidad de comunicarse con otro usuario. Por ejemplo, es un servicio final el vídeo bajo demanda.                                                                                                   |
| Básicos        | de difusión      | Son aquellos servicios en los que la comunicación se realiza en un solo sentido, y en los que el usuario final decide libremente recibir la comunicación. Es el caso de un canal de televisión.                                                        |
| Suplementarios | portadores       | Son aquellos servicios que ofrecen la capacidad necesaria para ofrecer otros servicios a los usuarios. Son, por ejemplo, los servicios que las cadenas de televisión o las torres de telecomunicaciones ofrecen a los distintos canales de televisión. |
| Suplementarios | de valor añadido | Son aquellos servicios que aprovechan las capacidades de otros servicios para ampliar las prestaciones que ofrecen. Es el caso del teletexto o los subtítulos que se transmiten de forma paralela al canal de televisión.                              |

## Servicios de telecomunicación
Estos son algunos ejemplos de servicios de telecomunicación reales. 

### Servicios de voz y datos
La aplicación tradicional de la telecomunicación es la transmisión de voz y datos, pues permiten que dos personas intercambien mensajes de forma casi instantánea y efectiva. Son sistemas tempranos de este tipo de servicios los telegramas de la red telegráfica, el teletipo (télex), e incluso la comunicación con palomas mensajeras o semáforo.
La telefonía permite ofrecer servicios de llamadas de voz o servicio de mensajes cortos (SMS), entre otros.
Una red de computadoras, como una red de área local o una red de área amplia ofrece servicios de transporte, servicios de impresión de documentos, servicios de alojamiento de archivos, etc.

### Servicios de difusión radio y TV
La radio y la televisión son servicios de telecomunicación de difusión que permiten retransmitir al gran público imagen y sonido. Son, junto con los periódicos, los denominados medios de comunicación de masas.

### Multiservicio de banda ancha: Triple play
A través de las redes de banda ancha —que hace referencia a un gran número de tecnologías de transporte de datos que los ISP denominan así para facilitar su comprensión al cliente— se puede ofrecer un conjunto muy definido de servicios conocido como triple play: voz (VoIP con teléfonos IP), televisión (IPTV) e Internet de banda ancha; en un único paquete de suministro.

### Servicios telemáticos. Internet
Son servicios telemáticos los que usan tanto sistemas informáticos como de telecomunicación, como son los que se ofrecen en redes de computadoras como Internet, la «red de redes», que ofrece un gran conjunto de servicios. Un error habitual es confundir los diferentes servicios a los que se puede acceder por Internet con la internet propiamente dicha.
Por ejemplo, la World Wide Web, conocida como la Web, es un servicio que permite visualizar archivos de hipertexto alojados en otras máquinas; pero es habitual la confusión entre «Internet» y «la Web».
Otros servicios serían el servicio de correo electrónico, servicios de red social, servicios de transferencia de archivos, servicios de alojamiento de archivos, servicios de alojamiento de vídeos, etc.
Se denominan proveedor de servicios de Internet a una empresa que conecta los dispositivos de los usuarios domésticos al resto de Internet permitiendo el acceso de éste a dichos servicios.

### Otras redes y servicios profesionales y académicos
Existen otras muchas redes que ofrecen servicios más específicos a empresas, instituciones académicas o de investigación, etc. A modo de ejemplo se puede mencionar
- Las intranet, las redes de cajeros automáticos o de almacenamiento de las empresas privadas;
- Las redes académicas y de investigación como GÉANT, Internet2, RedCLARA o la Red del Espacio Profundo; o
- Las redes profesionales como la radio de la policía, bomberos, aficionados, etc.